# Volga, Iowa
Volga är en ort i Clayton County i Iowa. Vid 2020 års folkräkning hade Volga 203 invånare.